# Mădălina Manole
Magdalena-Anca Mircea (14 de julio de 1967 – 14 de julio de 2010), más conocida en el mundo de la música como Mădălina Manole, fue una cantante rumana. Manole fue una de los artistas más exitosas y queridas de la Rumania post-comunista, especializada en la música folclórica y popular con temas románticos. Su muerte al suicidarse el día de su 43 cumpleaños conmocionó a Rumania y al mundo de la música.

## Biografía
Magdalena-Anca Manole nació en una región montañosa de Rumania, en la ciudad de Vălenii de Munte del distrito de Prahova. Sus padres eran Ion y Eugenia Manole. Su crianza en una familia espiritual la llevó a desarrollar una pasión por la música. La joven se inspiró, para ser cantante, en su madre, que cantaba música folclórica y popular rumana. Cuando era niña, Magdalena-Anca aprendió a tocar la guitarra y así comenzó a tomar lecciones de Ana Ionescu Tetelea, un cantante folk de Ploiești.
A los quince años se convirtió en miembro del Cenáculo Juvenil de Prahova, que fue dirigido en ese momento por el poeta Lucian Avramescu. Al mismo tiempo, Manole continuó estudiando en la Escuela Superior de Química en Ploiești, donde se graduó con éxito. Después de graduarse de la Escuela de Controladores Aéreos de Băneasa, Manole trabajó en este campo durante cuatro años. Como cantante joven que buscaba el éxito musical decidió formar un grupo con Ștefania Ghiță llamado Alfa și Beta (en castellano: «alfa y beta»), que participó en los conciertos del Cenaclul Flacăra —una serie de concursos culturales muy populares en la Rumania comunista—. Como tal, Manole se convirtió en el miembro más joven en participar en las festividades del círculo (Cenaclului Serbările Scânteii Tineretului) y, al mismo tiempo, trabajó con artistas como Victor Socaciu y la banda Roșu și Negru.
Entre 1982 y 1985, la cantante comenzó a asistir a la Școlii Populare de Artă («escuela popular de arte»), como parte del grupo que había tutelado Mihaela Runceanu y Ionel Tudor. A finales de 1980 Dan Ștefănică confió en ella la canción "Pentru noi nu poate fi alt cer" («Para nosotros no puede haber otro cielo»), que apareció en la película Nelu, dirigida por Dorin Doroftei. En esta ocasión la cantante desempeñó su primer papel como actriz en el cine.
En 1994 se casó con su compañero sentimental Șerban Georgescu. En ese momento, la prensa y sus seguidores acusaron a la joven Manole de casarse con Georgescu por motivos financieros, dada la diferencia de edad. Años más tarde se divorciaron y ella se volvió a casar.

## Carrera musical

### Éxito inmediato (1988-1994)
En 1988 Manole conoció a Șerban Georgescu mediante Costin Diaconescu, un viejo amigo que trabajaba en Radio România. Los dos artistas comenzaron a trabajar juntos y participaron en el mismo año en el festival de Mamaia (Festivalul de Muzică Uşoară Mamaia) con la canción "Un Om Sentimental" («Un hombre sentimental») compuesto por Diaconescu.
Esta canción alcanzó el cuarto lugar y provocó una colaboración entre ambos que tuvo un papel importante en su carrera como cantante. A finales de 1980, Manole participó con Runceanu y Laura Stoica en un evento en Transilvania, que tenía como objetivo recaudar fondos para la revitalización del Teatro Estatal de Oradea. En 1989, la cantante se presentó en el festival de Amara Gala, que ella apreciaba a lo largo de su carrera, al que volvió en dos ocasiones desde entonces.
A partir de 1990, Manole dio recitales en diferentes regiones de Rumania y un año después lanzó una canción de Georgescu titulada "Fată Dragă" («una chica encantadora») que alcanzó gran popularidad en la radio, convirtiéndose en la composición que representaría a la artista. Manole irrumpió en la escena musical rumana y firmó un contrato discográfico con Electrecord. Su primer álbum fue lanzado en 1991 por este sello. Al mismo tiempo, se creó su primer club de fanes, dirigido por los estudiantes Ciprian Antochi y Claudia Panaite. En ese momento, y de la misma forma que ocurría en la vecina Yugoslavia con la estrella folk serbia Ceca Ražnatović, Manole comenzó a actuar a nivel internacional para la diáspora rumana ubicada en los Estados Unidos, Austria, Bélgica y Alemania.
Dado el éxito comercial de "Fată Dragă" y su popularidad, la revista Billboard publicó un artículo sobre ella. Manole decidió grabar un nuevo álbum en 1993, titulado Ei și ce? («¿Y qué?»), contenía ocho piezas de pop-folk, la mayoría de los cuales fueron creados por Georgescu. El álbum fue un gran éxito en Rumania y la emisora Radio Contact calificó a Mădălina Manole la "mejor artista pop".

### Consolidación en la música folk rumana (1995-2001)
En 1995 cantó en el concierto de apertura Whigfield en Bucarest y, un año más tarde, en el concierto de apertura de la banda Los del Río.
En 1997 lanzó el álbum Lină, lină Mădălină («Suave, suave Mădălina») que tuvo un gran éxito. Mădălina Manole se convirtió en la primera intérprete de música popular rumana que formó parte del catálogo de música internacional elaborado por PolyGram (mediante Zone Records en Rumanía). El segundo éxito notable que produjo este álbum fue que Mădălina Manole se convirtió en la primera artista pop que interpretaba auténtico folclore rumano de manera original, con una orquesta popular dirigido por el difunto Dorel Manea. El álbum incluye canciones de Maria Tănase, Maria Lătăreţu y Lucreția Ciobanu.
Durante ese mismo año se creó la Asociación Cultural de Mădălina Manole (Asociaţia Culturală Mădălina Manole) para promover actividades culturales y humanitarias. Manole fue invitada a asistir a programas de televisión y de radio. La artista cantó en cientos de shows en Rumania y en esa época aseguró:

Recuerdo que yo estaba fuera, al menos, 20 de los 30 días del mes. Todo el tiempo estuve haciendo y deshaciendo maletas, echaba de menos la cama de mi casa, pero los auditorios y las decenas de ramos de flores que recibía, la alegría en los rostros de las personas cuando acudían a las calles de sus ciudades, las muñecas que recibía de los niños en cada espectáculo, los autógrafos y las cartas de mis fanes, las canciones que cantaron junto a mí línea por línea; todos ellos me hicieron olvidar las cosas menos agradables de mi vida como artista, (tales como) el anhelo de los amores queridos en casa, los artículos periodísticos escandalosos o las cosas que al artista tiene que renunciar o seguir una dieta.

Con Octavian Ursulescu en 1997, Manole presentó la edición aniversario del Festival Internacional Ciervo de Oro (Cerbul de Aur) en el Teatro de Braşov. Mădălina Manole fue elegida por Procter & Gamble International para utilizar su imagen y lanzar un producto cosmético en Rumania. La cantante fue apodada chica con el pelo de fuego, en alusión al color de pelo que solía llevar. En 2000, obtuvo los premios al mejor actor y mejor voz femenina pop del año de Rumania y Radio Music Awards y los Premios de la industria en Rumanía. En 2000, su álbum Dulce de Tot («Lo más dulce de todo») fue calificado como el mejor álbum pop por Radio România Actualităţi.

### Últimos años de su carrera (2002-2010)
Mădălina Manole se casó con el compositor Şerban Georgescu, 15 años mayor que ella. Después de su divorcio, Mădălina Manole dijo: "Hubo momentos del día en que lo adoraba y otros momentos en los que me hubiera gustado pegarle un tiro". El 8 de junio de 2009, dio a luz a un hijo cuando tenía 42 años. El bebé, que pesó 2 600 gramos y midió 56 centímetros, nació dos semanas antes de lo esperado. A principios de octubre de 2009, se casó con su novio Petru Mircea, y ella llamó a su hijo Petru Jr.
El 19 de febrero de 2010, lanzó su noveno álbum, que se convertiría, a la postre, en el último de su carrera. El álbum fue titulado 09 Mădălina Manole. Mientras trabajaba en su álbum, la cantante de Vălenii de Munte enfermó debido a la fatiga acumulada.

### Fallecimiento
Mădălina Manole fue encontrada muerta por su marido en su casa de Otopeni en la madrugada del 14 de julio de 2010, el día de su 43 cumpleaños, y la causa que se barajó en un principio fue el suicidio.
Manole, supuestamente, se suicidó al beber casi medio litro de carbofurano y fue encontrada en un charco de sangre en el baño, ya que al caer al suelo sufrió una aparatosa hemorragia en la cabeza. La cantante dejó un mensaje de despedida en el teléfono de su marido, en el que pedía perdón por su acto y que sabía que "todo el mundo" la amaba, pero que ya no se sentía bonita. La posterior autopsia confirmó el suicidio por intoxicación con pesticida como la causa de la muerte de la cantante.
La Iglesia Ortodoxa de Rumania, pese al llanto de miles de seguidores por la muerte de la cantante popular, anunció que no oficiaría un servicio completo de entierro debido a su suicidio. Manole, cristiana ortodoxa confesa, sufría una depresión desde hacía meses que la llevó, incluso, a haber intentado suicidarse tres semanas atrás mediante una sobredosis de ibuprofeno y paracetamol.
Mădălina Manole está enterrada en el cementerio de Bolovani en Ploieşti. Al funeral asistieron unas 40 000 personas.

## Discografía
- 1991 – Fată dragă
- 1993 – Ei, şi ce?
- 1994 – Happy New Year
- 1995 – The best of Mădălina Manole
- 1996 – Trăiesc pentru tine
- 1997 – Lină, lină Mădălină
- 1998 – Cântă cu mine
- 2000 –  Dulce de tot
- 2003 –  A fost (va fi) iubire
- 2010 –  09 Mădălina Manole